# Gladsaxe Kommune
Gladsaxe Kommune ligger nordvest for det centrale København, omkranset af Gentofte, Lyngby-Tårbæk, Furesø, Herlev og Københavns kommuner.
Gladsaxe Kommune består af følgende nu sammenvoksede oprindelige landsbyer: Gladsaxe, Buddinge, Bagsværd og Mørkhøj. Indtil 1909 var Herlev også en del af Gladsaxe Kommune.
Det er en udbredt fejlagtig opfattelse, at bydelen Søborg i den gamle Buddinge landsby også udgør en oprindelig landsby. Misforståelsen bunder formodentlig i, at Buddinge fik postnummer 2860 Søborg. Bydelen opstod som villaområde, da jordene til Søborg Gård blev udstykket i slutningen af 1800-tallet og begyndelsen af 1900-tallet.
Centralt placeret ligger Gladsaxe Rådhus, Gladsaxe Hovedbibliotek samt Gladsaxe Gymnasium. Folkekirkesognene Gladsaxe, Søborggård, Søborgmagle, Buddinge, Bagsværd, Stengård, Mørkhøj og Haralds ligger i kommunen.
I forbindelse med Kommunalreformen i 2007 forblev kommunen selvstændig, og blev fri-kommune ligesom 8 andre i 2012.

## Politik

### Borgmestre
| Navn                    | Parti                   | Periode                 |
| ----------------------- | ----------------------- | ----------------------- |
| Carl Valdemar Rasmussen | Socialdemokratiet       | 1913 - 1937             |
| Frederik Willumsen      | Socialdemokratiet       | 1937 - 1954             |
| Aage Baaring Hansen     | Socialdemokratiet       | 1954 - 1958             |
| Kjeld Degenkolv         | Socialdemokratiet       | 1958 - 1974             |
| Erhard Jakobsen         | Socialdemokratiet       | 1958 - 1974             |
| Tove Smidth             | Socialdemokratiet       | 1974 - 1983             |
| Ole Andersen            | Socialdemokratiet       | 1983 - Juli 2002        |
| Peter Lawrence Brooker  | Socialistisk Folkeparti | Juli 2002 - August 2002 |
| Karin Søjberg Holst     | Socialdemokratiet       | August 2002 - Juli 2017 |
| Trine Græse             | Socialdemokratiet       | Juli 2017 - nu          |

## Byråd
| 5 | 3 | 3 |

| 11 |

| 6 | 5 |

| 11 |

| 7 | 2 | 2 |

| 10 |

| 6 | 5 |

| 11 |

| 7 | 3 | 1 |

| 11 |

| 7 | 1 | 3 |

| 11 |

| 8 | 1 | 3 | 1 |

| 13 |

| 9 | 1 | 3 |

| 13 |

| 7 | 1 | 5 |

| 13 |

| 7 | 4 | 3 | 1 |

| 13 |

| 8 | 1 | 6 | 3 | 1 |

| 15 | 4 |

| 9 | 1 | 7 | 1 | 1 |

| 15 | 4 |

| 8 | 1 | 7 | 1 | 2 |

| 17 |

| 9 | 1 | 8 | 1 |

| 14 | 5 |

| 9 | 9 | 1 |

| 12 | 7 |

| 17 |  | 7 |

| 20 | 5 |

| 9 | 2 | 3 | 4 | 2 | 2 |  | 2 |

| 20 | 5 |

| 12 |  | 4 | 2 |  |  |  |  | 2 |

| 19 | 6 |

| 11 |  | 6 | 2 | 2 | 2 |  |

| 18 | 7 |

| 11 |  | 6 |  | 5 |  |

| 17 | 8 |

| 11 | 5 | 2 | 4 | 2 |  |

| 16 | 9 |

| 11 |  | 3 | 3 | 5 |  |  |

| 12 | 13 |

| 11 |  | 3 | 2 | 3 | 4 |  |

| 12 | 13 |

| 10 |  | 2 |  | 2 | 2 | 5 |  |  |

| 16 | 9 |

| 11 |  | 2 | 2 | 2 | 4 | 3 |

| 15 | 10 |

| 9 |  | 3 | 5 | 2 | 4 |  |

| 16 | 9 |

| 10 |  |  | 2 |  | 3 | 4 | 3 |

| 14 | 11 |

| 10 | 2 |  | 2 | 2 | 5 | 3 |

| 14 | 11 |

| 8 | 2 | 3 | 3 |  | 4 | 3 |  |

| 9 | 16 |

| 8 | 2 | 2 | 3 |  | 4 |  | 3 |  |

| 10 | 15 |

### 2022-2025
Efter kommunal- og regionrådsvalget den 16. november 2021 blev følgende 25 byrådsmedlemmer valgt pr. 1 januar 2022:
| Navn                      | Parti                                |
| ------------------------- | ------------------------------------ |
| Trine Græse (Borgmester)  | Socialdemokratiet (8 mandater)       |
| Katrine Skov              | Socialdemokratiet (8 mandater)       |
| Calle Greisholm           | Socialdemokratiet (8 mandater)       |
| Line Stockmal Ammundsen   | Socialdemokratiet (8 mandater)       |
| Ole Skrald Rasmussen      | Socialdemokratiet (8 mandater)       |
| Kristine Henriksen        | Socialdemokratiet (8 mandater)       |
| Rikke Louise Schilling    | Socialdemokratiet (8 mandater)       |
| Tom Vang Knudsen          | Socialdemokratiet (8 mandater)       |
| Martin Skou Heidemann     | Venstre (4 mandater)                 |
| Astrid Søborg             | Venstre (4 mandater)                 |
| Lone Yalçınkaya           | Venstre (4 mandater)                 |
| Camilla Friis             | Venstre (4 mandater)                 |
| Henrik Sørensen           | Konservative (3 mandater)            |
| Lars Abel                 | Konservative (3 mandater)            |
| Rebecca Plomin            | Konservative (3 mandater)            |
| Serdal Benli              | Socialistisk Folkeparti (3 mandater) |
| Dorthe Wichmand Müller    | Socialistisk Folkeparti (3 mandater) |
| Signe Ejersbo             | Socialistisk Folkeparti (3 mandater) |
| Trine Henriksen           | Enhedslisten (3 mandater)            |
| Signe Rosa Skelbæk        | Enhedslisten (3 mandater)            |
| Michael Dorph Jensen      | Enhedslisten (3 mandater)            |
| Christina Rittig Falkberg | Radikale Venstre (2 mandater)        |
| Pia Skou                  | Radikale Venstre (2 mandater)        |
| Susanne Damsgaard         | Dansk Folkeparti (1 mandat)          |
| Suleman Naim              | Lokallisten Gladsaxe (1 mandat)      |

| Navn              | Skiftet fra                 | Skiftet til                 | Dato              |
| ----------------- | --------------------------- | --------------------------- | ----------------- |
| Lars Abel         | Det Konservative Folkeparti | Gladsaxe SocialKonservative | 24. november 2021 |
| Susanne Damsgaard | Dansk Folkeparti            | Løsgænger                   | 20. marts 2023    |
| Susanne Damsgaard | Løsgænger                   | Danmarksdemokraterne        | 9. maj 2023       |
| Suleman Naim      | Lokallisten Gladsaxe        | Løsgænger                   | 3. august 2023    |
| Lars Abel         | Gladsaxe SocialKonservative | Moderaterne                 | 6. november 2023  |

| Udtrådt                 | Indtrådt             | Parti             | Dato            |
| ----------------------- | -------------------- | ----------------- | --------------- |
| Line Stockmal Ammundsen | Jakob Skovgaard Koed | Socialdemokratiet | 25. januar 2023 |

### 2018-2021
Efter kommunal- og regionrådsvalget den 21. november 2017 blev følgende 25 byrådsmedlemmer valgt pr. 1. januar 2018 - 31. december 2021:
| Navn                      | Parti                                |
| ------------------------- | ------------------------------------ |
| Trine Græse (Borgmester)  | Socialdemokratiet (10 mandater)      |
| Katrine Skov              | Socialdemokratiet (10 mandater)      |
| Peter Berg Nellemann      | Socialdemokratiet (10 mandater)      |
| Jakob Skovgaard Koed      | Socialdemokratiet (10 mandater)      |
| Ole Skrald Rasmussen      | Socialdemokratiet (10 mandater)      |
| Kristine Henriksen        | Socialdemokratiet (10 mandater)      |
| Martin Samsing            | Socialdemokratiet (10 mandater)      |
| Tom Vang Knudsen          | Socialdemokratiet (10 mandater)      |
| Lise Tønner               | Socialdemokratiet (10 mandater)      |
| Lene Svendborg            | Socialdemokratiet (10 mandater)      |
| Pia Skou                  | Venstre (5 mandater)                 |
| Martin Skou Heidemann     | Venstre (5 mandater)                 |
| Astrid Søborg             | Venstre (5 mandater)                 |
| Lone Yalçınkaya           | Venstre (5 mandater)                 |
| Henrik Bach Mortensen     | Venstre (5 mandater)                 |
| Trine Henriksen           | Enhedslisten (3 mandater)            |
| Torben Madsen             | Enhedslisten (3 mandater)            |
| Michael Dorph Jensen      | Enhedslisten (3 mandater)            |
| Kristian Niebuhr          | Dansk Folkeparti (2 mandater)        |
| Klaus Fritzbøger          | Dansk Folkeparti (2 mandater)        |
| Serdal Benli              | Socialistisk Folkeparti (2 mandater) |
| Dorthe Wichmand Müller    | Socialistisk Folkeparti (2 mandater) |
| Christina Rittig Falkberg | Radikale Venstre (2 mandater)        |
| Claus Wachmann            | Radikale Venstre (2 mandater)        |
| Lars Abel                 | Konservative (1 mandat)              |

| Navn             | Skiftet fra       | Skiftet til          | Dato             |
| ---------------- | ----------------- | -------------------- | ---------------- |
| Lise Tønner      | Socialdemokratiet | Løsgænger            | 7. januar 2020   |
| Lene Svendborg   | Socialdemokratiet | Løsgænger            | 7. januar 2020   |
| Pia Skou         | Venstre           | Radikale Venstre     | 10. februar 2020 |
| Lise Tønner      | Løsgænger         | Lokallisten Gladsaxe | 25. august 2020  |
| Lene Svendborg   | Løsgænger         | Lokallisten Gladsaxe | 25. august 2020  |
| Kristian Niebuhr | Dansk Folkeparti  | Løsgænger            | 21. oktober 2020 |
| Kristian Niebuhr | Løsgænger         | Socialdemokratiet    | 27. oktober 2020 |

| Dato              | Udtrådt                | Indtrådt    | Parti            |
| ----------------- | ---------------------- | ----------- | ---------------- |
| 7. oktober 2020   | Klaus Fritzbøger       | Klaus Kjær  | Dansk Folkeparti |
| 16. december 2020 | Henrich Bach Mortensen | Thekla Ravn | Venstre          |

### 2014-2017
Efter kommunal- og regionrådsvalget den 19. november 2013 blev følgende 25 byrådsmedlemmer valgt pr. 1. januar 2014 - 31. december 2017:
| Navn                             | Parti                                |
| -------------------------------- | ------------------------------------ |
| Karin Søjberg Holst (Borgmester) | Socialdemokratiet (10 mandater)      |
| Trine Græse                      | Socialdemokratiet (10 mandater)      |
| Katrine Skov                     | Socialdemokratiet (10 mandater)      |
| Ole Skrald Rasmussen             | Socialdemokratiet (10 mandater)      |
| Tom Vang Knudsen                 | Socialdemokratiet (10 mandater)      |
| Eva Nielsen                      | Socialdemokratiet (10 mandater)      |
| Camilla Pedersen                 | Socialdemokratiet (10 mandater)      |
| Jakob Skovgaard Koed             | Socialdemokratiet (10 mandater)      |
| Kristine Henriksen               | Socialdemokratiet (10 mandater)      |
| Peter Berg Nellemann             | Socialdemokratiet (10 mandater)      |
| Ebbe Skovsgaard                  | Venstre (4 mandater)                 |
| Pia Skou                         | Venstre (4 mandater)                 |
| Lone Yalçınkaya                  | Venstre (4 mandater)                 |
| Kim Wessel-Tolvig                | Venstre (4 mandater)                 |
| Trine Henriksen                  | Enhedslisten (3 mandater)            |
| Flemming Holst                   | Enhedslisten (3 mandater)            |
| Susanne Yazdanyar                | Enhedslisten (3 mandater)            |
| Kristian Niebuhr                 | Dansk Folkeparti (3 mandater)        |
| Mogens Camre                     | Dansk Folkeparti (3 mandater)        |
| Klaus Kjær                       | Dansk Folkeparti (3 mandater)        |
| Serdal Benli                     | Socialistisk Folkeparti (2 mandater) |
| Susanne Palsig                   | Socialistisk Folkeparti (2 mandater) |
| Michele Fejø                     | Liberal Alliance (1 mandat)          |
| Claus Wachmann                   | Radikale Venstre (1 mandat)          |
| Lars Abel                        | Konservative (1 mandat)              |

### 2010-2013
Efter kommunal- og regionrådsvalget den 19. november 2009 blev følgende 25 byrådsmedlemmer valgt pr. 1. januar 2010 - 31. december 2013:
| Navn                                | Parti                                |
| ----------------------------------- | ------------------------------------ |
| Karin Søjberg Holst (Borgmester)    | Socialdemokratiet (9 mandater)       |
| Trine Græse                         | Socialdemokratiet (9 mandater)       |
| John Brown Brabant Althoff-Andersen | Socialdemokratiet (9 mandater)       |
| Bent Greve                          | Socialdemokratiet (9 mandater)       |
| Peter Nielsen                       | Socialdemokratiet (9 mandater)       |
| Tom Vang Knudsen                    | Socialdemokratiet (9 mandater)       |
| Erling Schrøder                     | Socialdemokratiet (9 mandater)       |
| Ole Skrald Rasmussen                | Socialdemokratiet (9 mandater)       |
| Katrine Skov                        | Socialdemokratiet (9 mandater)       |
| Serdal Benli                        | Socialistisk Folkeparti (5 mandater) |
| Susanne Palsig                      | Socialistisk Folkeparti (5 mandater) |
| Poul Reher Jensen                   | Socialistisk Folkeparti (5 mandater) |
| Thomas Monberg                      | Socialistisk Folkeparti (5 mandater) |
| Gunnar Svendsen                     | Socialistisk Folkeparti (5 mandater) |
| Ebbe Skovsgaard                     | Venstre (4 mandater)                 |
| Pia Skou                            | Venstre (4 mandater)                 |
| Lone Yalçınkaya                     | Venstre (4 mandater)                 |
| Kim Wessel-Tolvig                   | Venstre (4 mandater)                 |
| Lars Abel                           | Konservative (3 mandater)            |
| Kristoffer Beck                     | Konservative (3 mandater)            |
| Eva Michaelsen                      | Konservative (3 mandater)            |
| Klaus Kjær                          | Dansk Folkeparti (2 mandater)        |
| Kristian Niebuhr                    | Dansk Folkeparti (2 mandater)        |
| Trine Henriksen                     | Enhedslisten (1 mandat)              |
| Cheri-Mae Marlena Williamson        | Radikale Venstre (1 mandat)          |

| Dato       | Udtrådt         | Indtrådt           | Parti             |
| ---------- | --------------- | ------------------ | ----------------- |
| april 2012 | Peter Nielsen   | Kristine Henriksen | Socialdemokratiet |
| april 2012 | Erling Schrøder | Eva Nielsen        | Socialdemokratiet |

## Kultur/Fritid
Gladsaxe Kommune har mange idrætsfaciliter og foreninger, det inkluderer bl.a. Gladsaxe Sportscenter med Gladsaxe Stadion, AB's baner, Danmarks Rostadion, FDF, Billardklubber, Teatergruppen Gawenda, Gladsaxesenderen, Computergruppen Gladsaxe, Gladsaxe Film og Videoklub/Gladsaxe Ungdoms Film og Videoklub samt spejderforeningerne Det Danske Spejderkorps De grønne pigespejdere og KFUM-Spejderne.
Naturområderne Bagsværd Sø, Hareskoven, Utterslev Mose og Smør- og Fedtmosen ligger delvist i kommunen. I Københavns Befæstnings sektion Vestvolden, hvori indgik Nordfronten, blev omkring år 1892 bygget Gladsaxefortet, Bagsværdfortet og Buddinge Batteri som kan opleves i kommunen. Ved Gladsaxesenderen findes desuden Tinghøj Batteri som dog ikke er tilgængeligt.

### Kolonihaveforeninger
Hver sommer vokser antallet af beboere en smule, da en stor mængde kolonihaver er placeret i Gladsaxe. Selve kredsen hedder "Kreds 4", og mest kendt af de forskellige kolonihaveforeninger er Carl Nielsens Minde, H.F. Voldly og H.F. Mosehøj.

## Erhverv
Kommunen har 3 større erhvervsområder; Bagsværd, Gladsaxe og Mørkhøj.
I Bagsværd har Novo Nordisk og Novozymes hovedkvarter. Novo betaler 300 mio kr årligt i skat til kommunen.
I Gladsaxe har NNIT, MT Højgaard, Lemvigh-Müller, Zealand Pharma og AGC Biologics hovedkvarter, og Novo og Dyrup har kontor/fabrik.
I Mørkhøj har Gladsaxe Garden og Lauritz.com hovedkvarter.

## Infrastruktur
Kommunen gennemskæres fra sydøst til nordvest af den tidligere Frederiksborgvej, der i dag hedder Søborg- Buddinge- og Bagsværd Hovedgade. Ringvejen og Buddingevej kører fra sydvest til nordøst. Alle disse centrale veje mødtes i en rundkørsel midt i kommunen. Hillerødmotorvejen og Motorring 3 går gennem kommunen.
S-togslinjen Hareskovbanen har 5 stationer i kommunen.

## Venskabsbyer
- Klagenfurt, Østrig
- Split, Kroatien
- Haabersti, Estland
- Pirkkala, Finland
- Gagny, Frankrig
- Blankenese, Tyskland
- Charlottenburg-Wilmersdorf, Tyskland
- Minden, Tyskland
- Neubrandenburg, Tyskland
- Narsaq, Grønland
- Veszprém, Ungarn
- Taito, Japan
- Ski, Norge
- Koszalin, Polen
- Solna, Sverige
- Paisley og Renfrewshire, Storbritannien
- Sutton, Storbritannien

## Statistisk kilde
- statistikbanken.dk Danmarks Statistik